# Julian von Cuenca

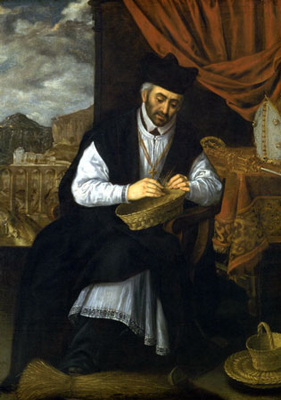
Eugenio Cajés (um 1600) – Julian von Cuenca

Julian von Cuenca (* um 1127 in Burgos; † 12. Januar 1208 in Cuenca) war von 1196 bis zu seinem Tod der zweite Bischof des im Jahr 1177, also sechs Jahre nach der Rückeroberung (reconquista) der Region um Cuenca, gegründeten Bistums in Neukastilien in Spanien. Er wurde am 18. Oktober 1594 durch Papst Clemens XIII. heiliggesprochen; sein Gedenktag ist der 28. Januar.

## Vita
Julián gehörte einer adligen Familie aus Burgos an; er besuchte die dortige Kathedralschule. Später studierte und promovierte er an der Universität Palencia, der ältesten Hochschule Kastiliens/Spaniens, wo er im Jahr 1153 einen Dozentenposten erhielt. Während seiner Ausbildung und auch später noch verdiente er ein wenig Geld als Korbflechter (siehe Bild); seinen Verdienst spendete er. Im Jahr 1163 verließ er Palencia und kehrte nach Burgos zurück, wo er zusammen mit seinem Diener Lesmes ein ärmliches Häuschen am Río Arlanzón bewohnte. Drei Jahre später erhielt er die Priesterweihe. Die beiden betätigten sich als Wanderprediger und gelangten im Jahr 1191 über Córdoba nach Toledo, wo er zum an der dortigen Kathedrale zum Erzdiakon geweiht wurde. Nach dem Tod des ersten Bischofs von Cuenca bestimmte ihn König Alfons VIII. zu dessen Nachfolger.
Er war im Volk beliebt, da er viele Almosen gab und Gefangene besuchte – beides waren Werke der Barmherzigkeit. Einmal jährlich zog er sich von seinen Amtspflichten zurück und lebte als Einsiedler.

## Verehrung
Julian war im Volk beliebt und wurde bereits kurz nach seinem Tod als Heiliger verehrt. Im Jahr 1518 wurden seine Gebeine erhoben; dabei wurden zahlreiche Kranke geheilt. Im Jahr 1594 wurde er offiziell heiliggesprochen; mehrere Kirchen in Spanien tragen sein Patrozinium (siehe span. WP).

## Darstellung
Mittelalterliche Darstellungen sind unbekannt; neuzeitliche Darstellungen zeigen ihn zurückgezogen und manchmal Körbe flechtend.